# Gambarana
Gambarana är en ort och kommun i provinsen Pavia i regionen Lombardiet i Italien. Kommunen hade 202 invånare (2018).